# Sorbios

Sorabia en Europa.

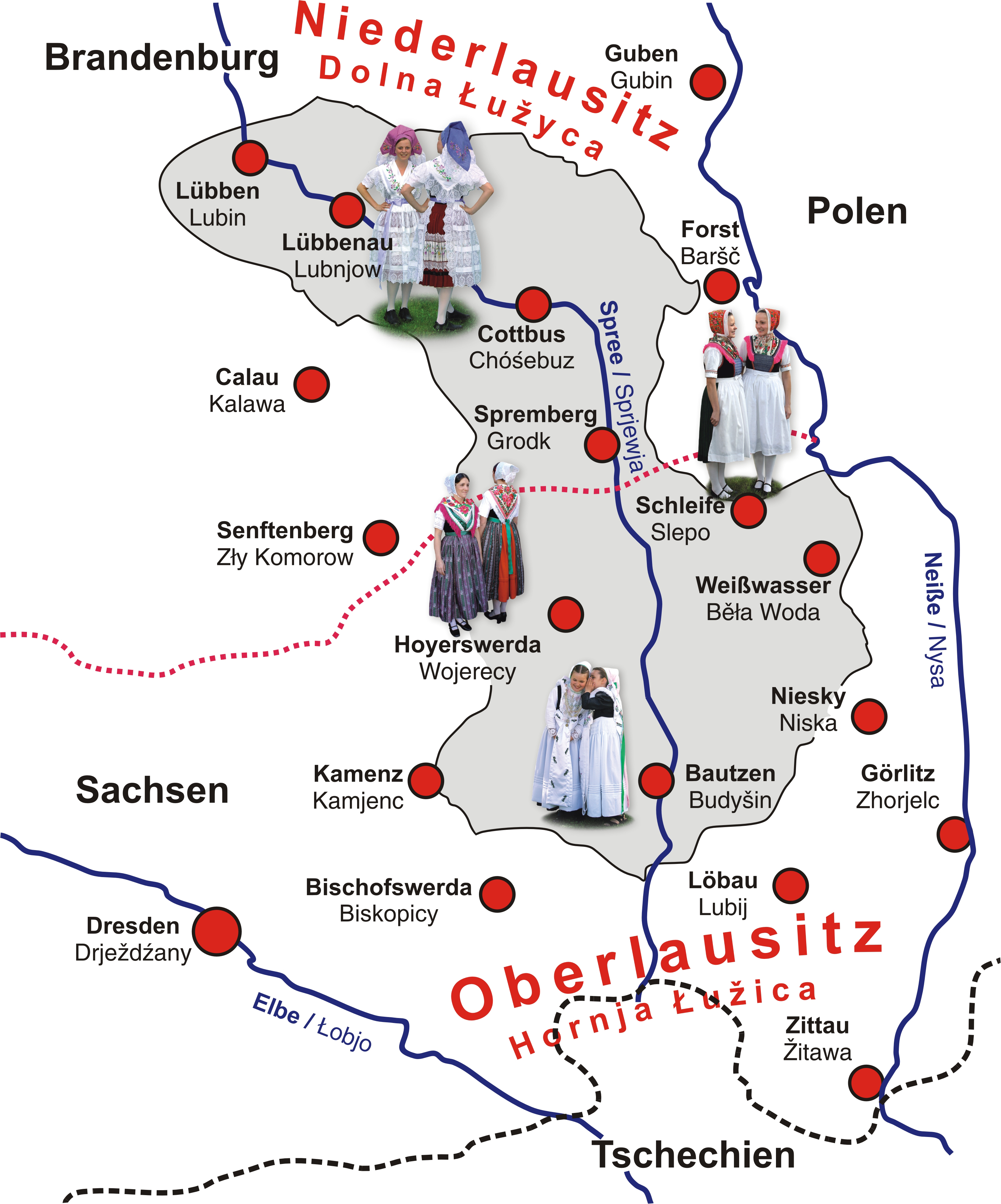
Hogar de los sorbios.

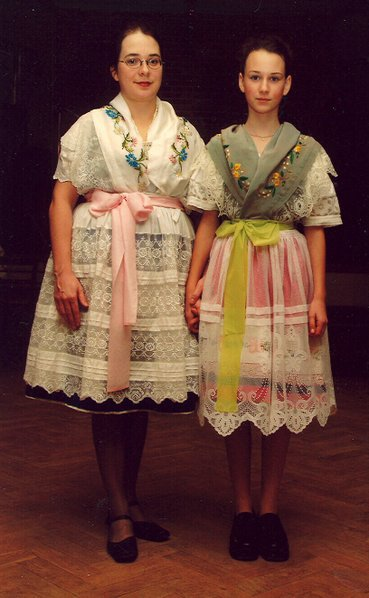
Vestido de fiesta sorbio del Spreewald.

Los sorbios o sorabos (en alto sorbio Serbja, en bajo sorbio Serby, en alemán Sorben, en latín Surbi, Surabi o Sorabi) son un pueblo eslavo occidental reconocido en Alemania como minoría nacional. Las tierras de los sorbios son Alta y Baja Lusacia (Oberlausitz y Niederlausitz) en los estados federados de Sajonia y Brandeburgo.

## Idioma y territorio

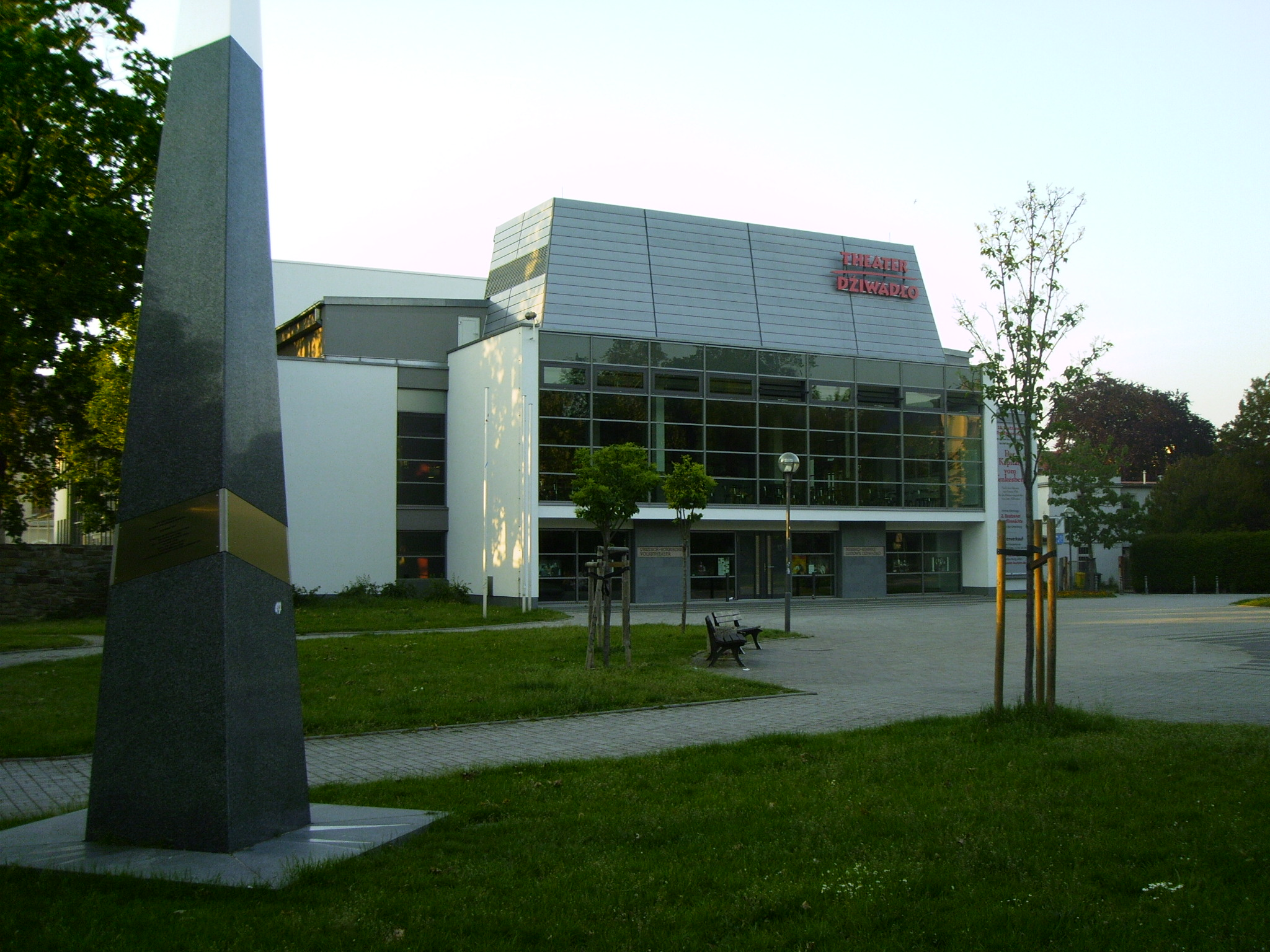
Teatro Folklórico Germano-Sorbiano en Bautzen en Sajonia, Alemania.

Existen dos idiomas sorbios escritos: el alto sorbio (en sorbio: Hornjoserbšćina) y el bajo sorbio (en sorbio: Dolnoserbšćina), aunque por lo general se habla de bajo y alto sorbio y del dialecto de transición entre los dos. 
El idioma bajo sorbio está en peligro de extinción. El alto sorbio se parece más al checo, mientras que el bajo sorbio se asemeja más al polaco.
Según cálculos de instituciones sorbias (Domowina, Instituto Sorbio), actualmente hay unos 20 000 a 30 000 hablantes activos del idioma sorbio. Otras estimaciones dicen que el bajo sorbio aún tiene unos 7000 hablantes activos y el alto sorbio 15 000 aproximadamente.
De acuerdo a la estimación de cada persona, habría unos 60 000 sorbios. Dos tercios de ellos viven en la Alta Lusacia sajona, en especial en el área entre Bautzen, Hoyerswerda y Kamenz). El resto habita en Baja Lusacia (Niederlausitz), en Brandeburgo, entre Senftenberg en el sur y Lübben en el norte).

## Sorbios en el extranjero
Una variante del alto sorbio se hablaba en la pequeña población Serbin (Lee County, Texas, EE. UU.). Hoy en día se encuentra en la antigua escuela sorbia un museo folclórico que informa sobre la historia de los sorbios en Estados Unidos. Antes se publicaban en Serbin diarios en sorbio. La variante de Serbin resultó influida primero por el idioma alemán y luego por el inglés.
En Australia había asimismo algunas regiones donde se hablaba sorbio. En los años 1848–1860 llegaron la mayoría de los sorbios, unos 2000 en 400 familias. También allí influyó el alemán el idioma sorbio, ya que la mayoría de los sorbios no hablaban aún inglés y se asentaban de preferencia en regiones donde se hablaba el alemán.
En el actual territorio polaco viven todavía personas de origen sorbio. El centro de la cultura y del idioma sorbios en tiempos de los alemanes era la ciudad de Sorau (en sorbio Zarow, hoy en día en polaco Żary). 
Las chicas y mujeres de esa región llevaban hasta el siglo XVIII el traje sorbio tradicional, pero los sorbios fueron cada vez más perjudicados e incluso oprimidos por la política alemana de aquel entonces.
Debido a ello y al proceso natural de asimilación se redujo la población que se consideraba sorbia de 5,4% en 1843 a solo 0,1% en 1900. Hoy en día el idioma de la población es casi exclusivamente el polaco, solo algunos hablan alemán como idioma materno. La población sorbia fue germanizada y resultó desplazada a finales de la Segunda Guerra Mundial, pues era considerada por los polacos como alemana. Los pocos sorbios que permanecieron en Polonia fueron asimilados en el pueblo polaco.

## Historia

### Comienzos de la historia sorbia (siglos VIII y  IX)
Tribus eslavas provenientes del este (Silesia) y del sur (Bohemia) ocuparon en el siglo VIII los territorios entre el Neiße y el Saale, región anterior de los Montes Metálicos y Fläming. Estos territorios habían estado casi totalmente desocupados a raíz de la retirada de grupos germanos durante las grandes migraciones.
Se llamó "sorbios” o sórabos (en latín surbi, sorabi) a partir de la Temprana y Alta Edad Media a los habitantes eslavos occidentales de las zonas entre Saale y Mulde, que en los siglos VIII y IX comenzaron a ser más dependientes del reino franco oriental.
Las crónicas franconas no informan sobre los eslavos que vivían en Lusacia. En el reino carolingio se tendría poco conocimiento exacto sobre los territorios más allá de la frontera oriental. Pero los resultados de las investigaciones arqueológicas y lingüísticas muestran que los eslavos entre Saale y Neiße estaban culturalmente muy relacionados. Lo mismo se puede decir de las relaciones con Silesia y Bohemia. Hacia el sur, los valles del Elba y del Neiße formaban un puente cultural.

Los territorios sorbios de Dervan en el siglo, con las fronteras y ciudades modernas.

Los wendos son mencionados por primera vez en las llamadas crónicas de Fredegario, hacia 631-632. Estos habrían "atacado repetidas veces en la zona de Turingia y en otras comarcas (pagi) del reino franco con el fin de saquear. Incluso Dervan, el Dux del pueblo de los sorbios (Dervanus dux gente Surbiorum), que eran de origen eslavo y que ya habían pertenecido desde siempre al reino de los francos, se volvió junto con su pueblo al reino moravio de Samos. Tras más ataques, Dagobert colocó al Dux Radulf, al son de Chamar, como Dux de Turingia para combatir a los wendos, pero Radulf se alió poco tiempo después con los eslavos.“
Mientras que a partir de finales del siglo VII comenzaron a formarse reinos en Bohemia y Moravia y a partir del siglo IX se crearon los primeros gobiernos feudales estables en esas zonas, no hubo estructuras suprarregionales entre los eslavos entre Saale y Neiße hasta la conquista por parte de los alemanes. Los eslavos vivían allí ante todo como campesinos en pequeñas comunidades tribales, que consistían en apenas algunas decenas de poblados relativamente pequeños. Pero la sociedad de los eslavos occidentales ya estaba estratificada claramente en una masa de campesinos dependientes y un reducido grupo dominante de nobles. De estos últimos salían los príncipes de tribus o de comarcas, que las fuentes francas solían llamar dux (duque o príncipe).
Las numerosas fortificaciones con muros de defensa de tierra y madera eran los centros de poder. También se encuentran en diversos sitios fuertes muros de piedra (como, por ejemplo, en Görlitz). Según geógrafos bávaros, los sorbios poseían más de 50 civitates. El término civitas se refiere probablemente a una fortificación central o distrito de la fortificación con sus poblados correspondientes. Aún se discute entre los científicos sobre la localización del territorio sorbio original. El centro de la zona sorbia actual de Alta Lusacia es igual al terreno tribal de las poblaciones de milcenos. Alta Lusacia tiene unos 60 castillos primitivos o restos de éstos entre las localidades de Queis y Pulsnitz. La zona de poblamiento de los bajos sorbios corresponde con la de la tribu de los lunsitas y también posee numerosas fortificaciones. Excavaciones arqueológicas recientes, así como numerosos restos arqueológicos, parecen señalar que la mayoría de las fortificaciones en la Baja Lusacia Superior e Inferior fueron construidas a finales del siglo IX y comienzos del X. Hallazgos analizados según métodos dendrocronológicos y restos de pozos parecen apoyarlo. Según esto, ambas zonas de Lusacia habrían sido pobladas apenas a comienzos o durante el siglo IX de nuestra era por las poblaciones eslavas occidentales de los milcenos y de los lusitenses. No hay restos arqueológicos de poblamientos anteriores. 
Las aseveraciones del investigador Joachim Herrmann sobre un poblamiento eslavo en el siglo VII o incluso en el VI d. C. deberían considerarse como refutadas.
Poco se sabe sobre la religión precristiana de los eslavos entre Saale y Neiße. Los arqueólogos tampoco saben si había una casta sacerdotal ni han podido descubrir una construcción religiosa de importancia suprarregional. Según la tradición medieval, se construyeron algunas de las primeras iglesias cristianas sobre antiguos lugares de culto eslavos. Ese es el caso de la iglesia en la Montaña del Safrificio en Leipzig-Wahren. 
Los terrenos poblados por los sorbios se hallaban en una relación de dependencia más o menos estrecha con el reino de los francos hasta comienzos del siglo X. Los eslavos en el territorio del Limes Sorabicus tenían que pagar tributo a los francos. Sólo a partir del reinado de Enrique I se llegó a un poblamiento alemán más intensivo y a la creación de un gobierno.

### Los sorbios en la Alta Edad Media

La frontera nororiental alemana en torno al año 1000.

Después de que Enrique I hubiera llegado a una tregua de diez años con los húngaros, decidió expandir su poder en la frontera oriental de su reino. Entre 927 y 929 llevó a cabo una gran expedición exitosa para someter a las tribus eslavas al este del Elba. El rey aseguró su avance por medio de la construcción de numerosas fortificaciones. La más importante de estas fortificaciones fue Misnia (en alemán Meißen) en 928-929. El reino poseía entonces toda la zona de población sorbia, inclusive la de los Lusici y Milcenos, lo que posteriormente serían Baja y Alta Lusacia. Desde aquel entonces viven los sorbios en contacto estrecho con sus vecinos alemanes. Esto ha influido de manera determinante en la historia de los sorbios.  
A partir del Renacimiento empezó a usarse el nombre popular de sorbios para designar a los lusici y milcenos, que aún en la Temprana y Tardía Edad Media eran diferenciados claramente de los sorbios. Pero fue más importante aun la designación alemana de "wendos", que desde el comienzo fue un concepto general para designar a los pueblos eslavos que vivían al este del antiguo límite del reino. Hoy en día se habla en lingüística de los idiomas de los eslavos del Sur del Elba, cuyos restos se consideran como sorbios.
Gerón I, el marqués que el emperador Otón I había nombrado en 937 para la Marcha orientalis (Marca del Este u Östliche Mark, la zona limítrofe oriental entre el Elba, el Havel y el Saale), continuó con el sometimiento violento de los sorbios. En 939 invitó a 30 príncipes eslavos a una cena y los asesinó. La masacre motivó un levantamiento. Gerón consiguió vencer en varias campañas que se prolongaron hasta 965 a los milcenos, lusici y liutizos y aumentó el dominio alemán hasta el Oder. Aunque los eslavos en el actual Brandeburgo volvieron a recuperar su autonomía durante un largo tiempo en un gran levantamiento en 983, el sometimiento de los sorbios fue definitivo.
El dominio sobre la Lusacia y la comarca de Milska sólo les fue disputado a los alemanes una vez por el rey polaco Bolesław Chrobry en 1002 por unos años. Pero Bolesław también trató a los sorbios como a un pueblo sometido.
En el siglo X comenzó la iglesia cristiana a misionar entre los eslavos de la zona entre el Elba y el Saale, así como en Lusacia. El fortalecimiento del dominio alemán y la creación de estructuras eclesiásticas ayudaron a este proceso. El emperador Otón II fundó en 968 el arzobispado de Magdeburgo con las zonas de Zeitz, Merseburgo y el obispado de Misnia. Los sorbios, los milcenos y los lusici tenían que pagar el diezmo al obispo de Misnia.
La zona de la Gran Marca de Gerón fue dividida tras su muerte en varios territorios: (Marca Sajona Oriental, Marca de Meissen, Marca de Merseburgo. Los territorios sometidos fueron dados en calidad de préstamo a nobles alemanes. Los nuevos señores construyeron fortalezas y obtenían tributos de los poblados eslavos bajo su dominio. Los territorios de gobierno fueron llamados Burgwarden. La nobleza alemana usualmente recibió la herencia de los líderes tribales sorbios. La antigua alta clase sorbia fue diezmada por las guerras pasadas y sus restos obtuvieron puestos subordinados. Durante un largo período hubo eslavos Župane. Estos jueces decidían según derecho sorbio tradicional los casos de la población sometida. Como los campesinos feudales, los Župane eran posiblemente descendientes de la nobleza sorbia. Al contrario que en Mecklemburgo, en la Marca de Meissen o en Lusacia casi no se dio el caso de eslavos que llegasen a ser caballeros.
Al principio apenas cambiaron las condiciones de vida de la mayoría de los campesinos sorbios. Como antes de la conquista alemana, eran siervos, no tenían derecho a poseer terrenos cultivados y debían pagar grandes tributos a los señores feudales, al menos un tercio de lo que producían. A esto se le agregaba el diezmo para la Iglesia. Los investigadores discuten sobre si fueron introducidos otros pagos (servicios de arado, de seguridad o por la producción de granos) por parte de los señores feudales alemanes o si éstos ya existían. Los señores feudales dejaron vivir a sus súbditos bajo el derecho común eslavo, pues según éste, los campesinos eslavos tenían una posición mucho peor que la de los campesinos alemanes, que se regían por el Derecho Sajón.

### DelsigloXIIalsigloXV
La integración del territorio sorbio en el reino alemán transcurrió de manera pacífica después de las numerosas guerras del siglo X y comienzos del XI. El rey, los marqueses, así como las instituciones eclesiásticas, promovieron la explotación de la tierra. Al oeste del Elba (por ejemplo, en la zona de Pleissenland y Osterland) comenzó la colonización por parte de campesinos alemanes de diversas regiones del reino hacia el año 1100. Los pobladores sorbios no fueron expulsados, los nuevos poblados alemanes aparecieron principalmente en terrenos talados. Se expandieron las poblaciones eslavas ante todo en zonas estratégicamente importantes, como los vados de ríos. Esto ocurrió, entre otros sitios, en Meißen, Leipzig o Grimma. Las nuevas poblaciones de comerciantes alemanes sobrepasarían pronto al viejo pueblo eslavo. Esos sitios se convirtieron rápidamente en un punto de partida para la asimilación de los eslavos. La situación legal desempeñó un papel importante en este sentido.  
Como el derecho sajón era más ventajoso para los campesinos que el antiguo derecho eslavo, muchos sorbios trataban de ser tratados según el derecho de los inmigrantes. Para el derecho civil alemán en las ciudades no había ninguna correspondencia eslava, por lo que quien quería ser habitante de la ciudad debía adquirir tarde o temprano la lengua alemana. La lengua sorbia fue desplazada prácticamente por completo al oeste del Elba para el siglo XIV. Así, se prohibió el uso del sorbio en la corte en 1327 en Leipzig y en 1377 en Altenburgo, Zwickau y Chemnitz, así como en 1425 en el principado de Anhalt. Ahora bien, estas medidas también prueban que aún en ese tiempo había personas que hablaban tal idioma en ese territorio.
Fueron ante todo los campesinos sorbios los que llevaron a cabo las talas en las Lusacias en la primera mitad del siglo XII. En ese tiempo aparecieron p.ej. muchos nuevos poblados en los alrededores de Hoyerswerda. La expansión de la tierra cultivable aumentó y estabilizó en esta zona el área de habla sorbia, que hacia los tiempos de Martín Lutero se extendía hasta las puertas de Wittenberg. Durante la época de los reyes bohemios se intensificó la explotación de la tierra en la Alta Lusacia hacia mediados del siglo XII, que era llevada a cabo casi en competencia por los reyes y los obispos de Meißen. Se procedió a traer a más campesinos alemanes a la zona. Estos talaron grandes regiones en el sur y en el este del país y fundaron numerosos pueblos. Como las zonas de dominio de los nobles apenas comenzaban a tener un valor con la tala, los colonizadores obtenían sus terrenos como herencia, mientras que los campesinos en los viejos territorios sorbios solían seguir siendo siervos. Los alemanes inmigrantes solamente tenían que pagar intereses bajos a los señores de la tierra y prestar pocos servicios para estos. Las nuevas comunidades, ante todo alemanas, también podían regular sus asuntos de manera bastante autónoma. Cuando los campesinos sorbios estaban involucrados en la expansión de las zonas de cultivo, tendían a gozar de los mismos derechos que los colonizadores alemanes. 
A excepción de las ciudades, que, como ya se ha dicho, se convirtieron rápidamente en centros de habla alemana gracias al contexto legal, las Lusacias continuaron siendo territorios de habla eslava hasta la guerra de los Treinta Años. En algunas regiones, como alrededor del convento de las Cistercienses de St. Marienstern y en Hoyerswerda, el elemento sorbio era tan fuerte que algunas fundaciones alemanas se volvieron eslavas, como fue el caso de Dörgenhausen (en sorbio Němcy). Muchas ciudades de ambas Lusacias se vieron confrontadas con una fuerte inmigración sorbia. Esto lo muestran las reglamentaciones antisorbias del uso de la lengua en Calau y Luckau, donde las personas que no hablaban alemán no podían tener acceso a los gremios profesionales, pero también en el registro de un juramento civil sorbio en los libros de la ciudad de Bautzen. Al noreste de Guben y Sorau, el territorio sorbio aún tenía contacto directo con el territorio polaco hacia 1600. Fue tras el desastre de la Guerra de los Treinta Años y las pérdidas que esto trajo a la población sorbia que el territorio sorbio se transformó en una región rodeada de territorios de habla alemana.

### De la Reforma a la guerra de los Treinta Años
La Reforma propulsada por Martín Lutero en Wittenberg en 1517 llegó a comienzos de los años veinte del siglo XVI a ambas Lusacias y, con ello, a los territorios sorbios. La universidad de Wittenberg era, junto a Fráncfort y Leipzig, uno de los centros de estudio preferidos por los habitantes de Lusacia. Entre los estudiantes de Wittenberg también había algunos sorbios. Fue en las ciudades de habla alemana donde se inició un movimiento reformador activo. La literatura reformadora tenía dificultad en llegar a las zonas rurales debido a que la mayoría de los sorbios en aquel entonces ni entendía el alemán ni sabía leer o escribir. 
El mismo Martín Lutero no tenía una buena opinión de los sorbios. En sus discusiones informales les llamaba de manera despectiva los peores de todas las naciones. No tenía ningún interés en difundir sus enseñanzas en sorbio, que en aquel entonces ni siquiera existía como lengua escrita. Pero en Wittenberg había otros teólogos, entre ellos Philipp Melanchthon, que querían promover la nueva fe entre los sorbios. Más importante que la opinión personal de estos reformadores fueron sus demandas y las consecuencias de sus obras. Pronto se dirigieron representantes de las Lusacias a los reformadores de Wittenberg para pedirles que los pastores responsables por sus comunidades también pudiesen predicar en sorbio.  
La Alta y la Baja Lusacia estuvieron en el siglo XVI bajo el dominio de los reyes bohemios de la casa de los Habsburgos, con excepción del territorio de Cottbus, que pertenecía a Brandeburgo. Los Habsburgos católicos trataron de impedir la reforma en las Lusacias, pero no pudieron someter en esto a las ciudades y zonas de caballeros (Ritterschaften) favorables a los evangélicos. Los Estados provinciales tomaron en sus propias manos la responsabilidad religiosa e introdujeron la Reforma hasta aproximadamente 1550 paso a paso en los diversos gobiernos regionales, y sus súbditos sorbios también tomaron la nueva fe. Todos los sorbios en la Baja Lusacia y más de tres cuartos en la Alta Lusacia eran evangélicos a mitad del siglo XVI. Tan sólo los sorbios en las posesiones del monasterio de St. Marienstern y de la catedral de Bautzen de St. Petri siguieron siendo mayoritariamente católicos.
En la parte occidental del territorio de habla sorbia había varias comunidades donde se hablaba alemán y sorbio que pertenecían al Principado de Sajonia. Durante las visitas realizadas por los funcionarios a partir de 1527 a las iglesias, estos establecieron que era necesario contratar predicadores para promover la nueva fe. Ya en los años cuarenta del siglo XVI se celebraban de modo regular servicios religiosos evangélicos en sorbio en Senftenberg y los alrededores. De la misma manera procedieron las autoridades de la Baja Lusacia. Al igual que en Senftenberg se crearon en Calau, Vetschau, Lübben, en el Cottbus brandeburgués y en muchos otros sitios de la Baja Lusacia iglesias separadas para la prédica en sorbio. En 1559 el príncipe Augusto obtuvo el territorio obispal de Stolpen y Bischofswerda. Así se convirtió al protestantismo también Göda, la segunda parroquia más grande de la Alta Lusacia y zona mayoritariamente sorbia. En Göda había una buena escuela a la que acudían muchos sorbios evangélicos antes de emprender estudios universitarios en Wittenberg o Leipzig.
A partir del siglo XVI comenzaron los clérigos protestantes a aplicar el principio reformador de emplear el idioma materno para predicar y crearon una literatura religiosa sorbia, en la que tradujeron del alemán elementos esenciales del protestantismo, de la Biblia, del catecismo e himnos religiosos. En el transcurso de estos esfuerzos se creó la lengua sorbia escrita. En 1548 Miklaws Jakubica tradujo el Nuevo Testamento de Lutero en sorbio, sin que hubiera una impresión. En 1574 apareció el catecismo de Lutero, junto con un libro de himnos en la traducción de bajo sorbio de Albin Moller. En 1597 Wjaclaw Waricius publicó el catecismo de Lutero en el alto sorbio. 
La destrucción debida a la guerra de los Treinta Años interrumpió la primera época de la escritura sorbia durante muchas décadas. Como muchas otras regiones de Alemania, las Lusacias fueron afectadas por el paso de varios grandes ejércitos y plagas que causaron la muerte a muchas miles de personas. En especial la zona oriental del territorio sorbio resultó prácticamente desierta al final de la contienda. Estos territorios en el Neiße y al este del mismo fueron repoblados luego por alemanes. De esa manera se redujo mucho el territorio sorbio.

### 1650-1815
Con la Paz de Praga en 1635, extensas zonas de la Alta y Baja Lusacia pasaron al Principado de Sajonia. La Baja Lusacia siguió siendo sajona hasta 1815 (Congreso de Viena), la Alta Lusacia hasta el día de hoy.
En 1677 el Margrave de Brandeburgo obligó a destruir en todo su territorio toda literatura escrita en sorbio y prohibió toda misa en idioma sorbio. Al mismo tiempo, la Iglesia Evangélica apoyó la impresión de literatura religiosa sorbia como forma de combatir la Contrarreforma. En 1706 se fundó en Praga el Seminario Sorbio, el principal centro de educación de curas católicos sorbios.
Estudiantes evangélicos de Teología formaron el Colegio Sorbio de Ministros.
En 1716 seis teólogos de la Alta Lusacia crean un "Colegio Vendo de Predicadores" (Wendisches Predigercollegium) que funcionó bajo el nombre de "Sorabia" hasta la Segunda Guerra Mundial y del que saldrían más de 1000 párrocos para Lusacia y luego Sajonia.

### ElsigloXIX
Con motivo del Congreso de Viena de 1815 se producen en Prusia represiones brutales de la lengua sorbia. La reestructuración territorial de Europa planificada por el Congreso de Viena influyó también en partes del territorio sorbio. Algunas áreas pasaron del más tolerante  Reino de Sajonia a Prusia. La población sorbia fue reducida en casi todos los municipios a una minoría.
El canciller Otto von Bismarck comienza una fase de represión antisorbia en la Alta Lusacia prusiana, donde se decreta en 1875 la prohibición general de usar el sorbio en la escuela y en general en el Reich alemán. En 1888 el ministerio de Educación prusiano prohibió la enseñanza del sorbio en el bachillerato en Cottbus. Intelectuales sorbios reaccionaron a estos ataques y trataron de aumentar la resistencia contra la política antisorbia.

### ElsigloXX
En 1904 fue inaugurada la Casa Venda (Serbski dom) en Bautzen. El 12 de octubre se creó en Hoyerswerda la Fundación General de las 31 federaciones sorbias, la Domowina. Comprendía todas las federaciones de ciudadanos, campesinos e institutos educativos creadas tras 1848/49 con unos 2000 miembros y tenía como objetivo promover la vida cultural sorbia.

#### LaRepública de Weimary el Nacionalsocialismo
Tras el final de la Primera Guerra Mundial se produjeron demandas para obtener una administración independiente, pero la Constitución de Weimar apenas estableció en el artículo 113 que „los grupos de lenguas extranjeras del Reich (...) no habrán de ser perjudicados por la legislación o la administración en su libre desarrollo étnico, en especial en el uso de su lengua materna en la educación, así como en la administración interna y en los asuntos legales“.
En 1920 Jan Skala fundó el Partido Popular Vendo (Wendische Volkspartei en alemán), pero no pudo conseguir un escaño en el parlamento. El partido tenía como meta promover el movimiento nacional sorbio.
Junto con la Domowina y la Unión Científica Maćica Serbska conformaron en 1925 el Consejo Nacional Vendo (Wendischer Volksrat en alemán). Los sorbios también trabajaban con la Federación de Minorías Étnicas que había sido fundada en 1924.
En los siguientes años aparecieron numerosas federaciones, agrupaciones y un banco nacional sorbio. Las características democráticas de la República de Weimar les ofrecían a los sorbios mejores posibilidades de desarrollar actividades culturales nacionales. Las numerosas federaciones, en especial en la Alta Lusacia, desarrollaban un amplio trabajo cultural y educativo.
Los nazis prohibieron estas federaciones a partir de 1933 y transfirieron a maestros y curas de Lusacia a zonas distantes en Alemania. Con esto el gobierno quería destruir psicológicamente al pueblo sorbio.

#### República Democrática Alemana
Tras la Segunda Guerra Mundial, la Domowina retomó su trabajo al ser refundada el 10 de mayo de 1945 en Crostwitz con la meta de revitalizar la identidad sorbia en Lusacia. El Comité Nacional Sorbio constituido al mismo tiempo en Praga veía el futuro de los sorbios ante todo en su unión con la República Checoslovaca. Pero la Domowina se decidió por motivos históricos a continuar la convivencia con los alemanes.
El Parlamento de Sajonia aprobó el 23 de marzo de 1948 la ”Ley para la Protección de los Derechos de la Población Sorbia”, que por primera vez establecía el derecho de los sorbios a promover su idioma y cultura. En 1950 también se introdujo como ordenanza en el estado de Brandeburgo.
El artículo 40 de la Constitución de la República Democrática Alemana de 1968 reconocía a los sorbios como minoría nacional.
En los diversos ministerios de la RDA se crearon departamentos para representar los intereses sorbios (p.ej. en la cultura y en la política interna). Igualmente se crearon instituciones científicas (el Instituto para la Investigación de la Etnia Sorbia, el restablecimiento del instituto para los idiomas sorbios en la Universidad de Leipzig).

#### Tras la caída de la República Democrática Alemana
Tras el fin de la RDA se produjeron nuevas condiciones políticas para los sorbios. La Domowina se pronunció en marzo de 1990 por la unidad de Alemania. Ese mismo año se inauguró la casa venda en Cottbus. 
En 1991 se reconstituyó la Domowina según principios democráticos. 
También en 1991 se creó la Fundación para el Pueblo Sorbio (Załožba za serbski lud) como instrumento estatal de la República y de los dos estados federados de Brandeburgo y Sajonia.

## Instituciones
El pueblo sorbio recibe actualmente ayuda por parte del gobierno alemán, según la nota número 14 del protocolo del artículo 35 del Tratado de unión de Alemania. 
La Fundación para el Pueblo Sorbio (Załožba za serbski lud), como instrumento del estado federal y de los estados federados de Brandeburgo y Sajonia, promueve la protección, el desarrollo y la difusión del idioma, cultura y tradiciones sorbios como expresión de la identidad del pueblo sorbio.

## Medios de comunicación

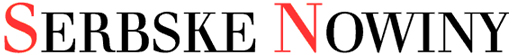
Portada del SN.

Existen un diario de alto sorbio „Serbske Nowiny” (Periódico Sorbio), un semanario de bajo sorbio „Nowy casnik” (Periódico Nuevo), la revista cultural mensual sorbia „Rozhlad”, una revista infantil „Płomjo” (Llama), la revista católica „Katolski Posoł” y la revista evangélica „Pomhaj Bóh”.
Además, existe la Radio Sorbia, cuya programación es generada por la Mitteldeutscher Rundfunk y la Rundfunk Berlin-Brandenburg. A diario, salvo los sábados, se transmiten algunas horas de radioemisiones en idioma sorbio desde radios en Calau (RBB) y Hoyerswerda (MDR 1). Todas las emisiones en bajo sorbio pueden ser oídas en Internet. El RBB presenta para los jóvenes una revista mensual de una hora, „Bubak”, y el MDR una revista semanal de dos horas llamada „Radio Satkula”. 
El Rundfunk Berlin-Brandenburg produce desde abril de 1992 una revista de media hora en bajo sorbio llamada „Łužyca”, el MDR desde el 8 de septiembre de 2001 el programa de media hora „Wuhladko” (en castellano la Vista), que puede verse por satélite cada segundo sábado en toda Alemania. Además, el MDR presenta todos los domingos el Sandmännchen (Hombrecito de arena) con un canal en sorbio y otro en alemán.

## Folclore

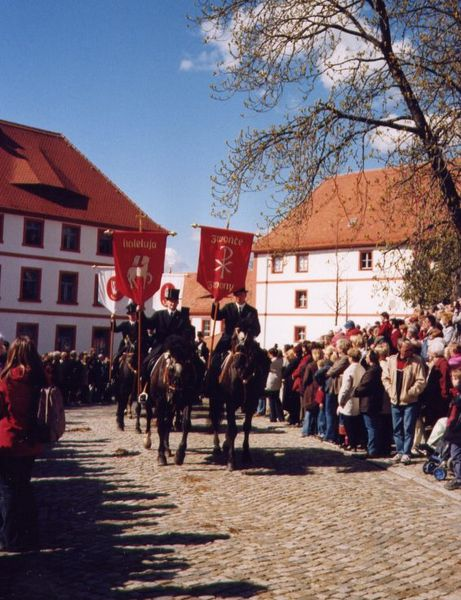
Cabalgata de Pascua en el Monasterio de St. Marienstern.

Se conservan muchas costumbres, ante todo la Cabalgata de Pascua y la pintura tradicional de huevos de Pascua. Se mantienen numerosas representaciones de la mitología, como la Mujer del Mediodía (Připołdnica/Přezpołdnica), el Hombre de Agua (Wódny muž), la Queja de Dios (Bože sadleško), el Dragón que trae dinero y suerte (alto sorbio zmij, bajo sorbio plon).
En el territorio alto sorbio, aproximadamente en un triángulo entre las ciudades de Bautzen, Kamenz y Wittichenau, se pueden ver crucifijos al borde del camino y en los patios, así como iglesias y capillas muy bien conservadas, que son una expresión de una arraigada creencia religiosa, ante todo católica, que ha ayudado a mantener el espíritu sorbio. También son muy impresionantes los vestidos sorbios que llevan las mujeres mayores todos los días y las jóvenes los días festivos, como por ejemplo para el día de Corpus Christi el traje de la dama de honor "protectora" o (družka).
El centro artístico nacional sorbio (Serbski ludowy ansambl) en Bautzen fue fundado en 1952 por la Domowina. Las tres divisiones profesionales de este centro, el Ballet, el Coro y la Orquesta, mantienen y promueven la tradición cultural de los sorbios. La Fundación para el Pueblo Sorbio los ayuda en estos esfuerzos.
- Artículo relacionado: Vestidos sorbios

## Artes
Los „clásicos“ de la poesía sorbia fueron Jakub Bart-Ćišinski, Handrij Zejler y Mina Witkojc. Algunos de los autores actuales son: Jurij Brězan, Kito Lorenc, Jurij Koch, Angela Stachowa, Róža Domašcyna, Jan Cyž, Marja Krawcec y Marja Brězanec. La novela Krabat de Otfried Preussler trata sobre la leyenda sorbia homónima, y se le considera un clásico de la literatura juvenil. Michał Hórnik también contribuyó en gran medida al idioma sorbio escrito.
La literatura de los sorbios se encuentra en el original o traducida al alemán.
- Jakub Bart-Ćišinski: Moje serbske wuznaće, Domowina-Verl. Bautzen, 1992, en sorbio, ISBN 3-7420-0944-3
- Kito Lorenc (editor): Serbska čitanka / Sorbisches Lesebuch - libro de literatura sorbia. Traducido del sorbio, del checo y del latín por al alemán por Kito Lorenc u.a. Leipzig: Reclam 1981. (= Reclams Universal-Bibliothek. 602.)
- Mina Witkojc, Echo aus dem Spreewald : Gedichte,  Aus dem Niedersorb. von Elke Nagel. (Editor: Christiane Piniek), Domowina-Verl. Bautzen 2001, ISBN 3-7420-1857-4

Una de las obras más importantes de la música sorbia es el oratorium „Nalěćo” (en castellano primavera) del compositor Korla Awgust Kocor (Karl August Katzer) (1826–1904), inspirado en el ciclo de poemas de Handrij Zejler, así como las overturas para el canto de „Smjertnica” (La Diosa de la Muerte) de Jurij Pilk (véase también la Lista de compositores sorbios de música clásica).
El Teatro Nacional Germano-Sorbio (Němsko-Serbske ludowe dźiwadło) presenta obras en alemán y sorbio. El teatro de Bautzen es una empresa comunal de la región de Bautzen y se financia en parte por medio de la Fundación  para el Pueblo Sorbio y la zona cultural de la Alta Lusacia y la Baja Silesia.

## Símbolos nacionales

Bandera nacional sorbia.

Se menciona por primera vez la existencia de una bandera sorbia en 1842. Tras el Congreso Paneslávico, que tuvo lugar en 1848 en Praga, esta bandera se estabilizó en los colores que tiene hoy en día. Se parece a las banderas de Rusia y Serbia, pero también a las de los vecinos eslavos checos y eslovacos. Los nazis prohibieron el uso de esta bandera en 1935, pero a partir del 17 de mayo de 1945 la Domowina la volvió a usar.
La bandera sorbia no fue mencionada en las leyes relativas a las banderas de la República Democrática Alemana, pero su uso fue regulado en ordenanzas de los concejos de los distritos de Cottbus y Dresde para eventos especiales y días festivos.
El himno sorbio es „Rjana Łužica” („Bella Lusacia”). 
Tanto la constitución del Estado libre de Sajonia como en la Ley de los Sorbios (SWG) del Estado de Brandeburgo se regula hoy en día que el himno y la bandera sorbios pueden aparecer en igualdad de valor con los símbolos del Estado alemán.

## Topónimos

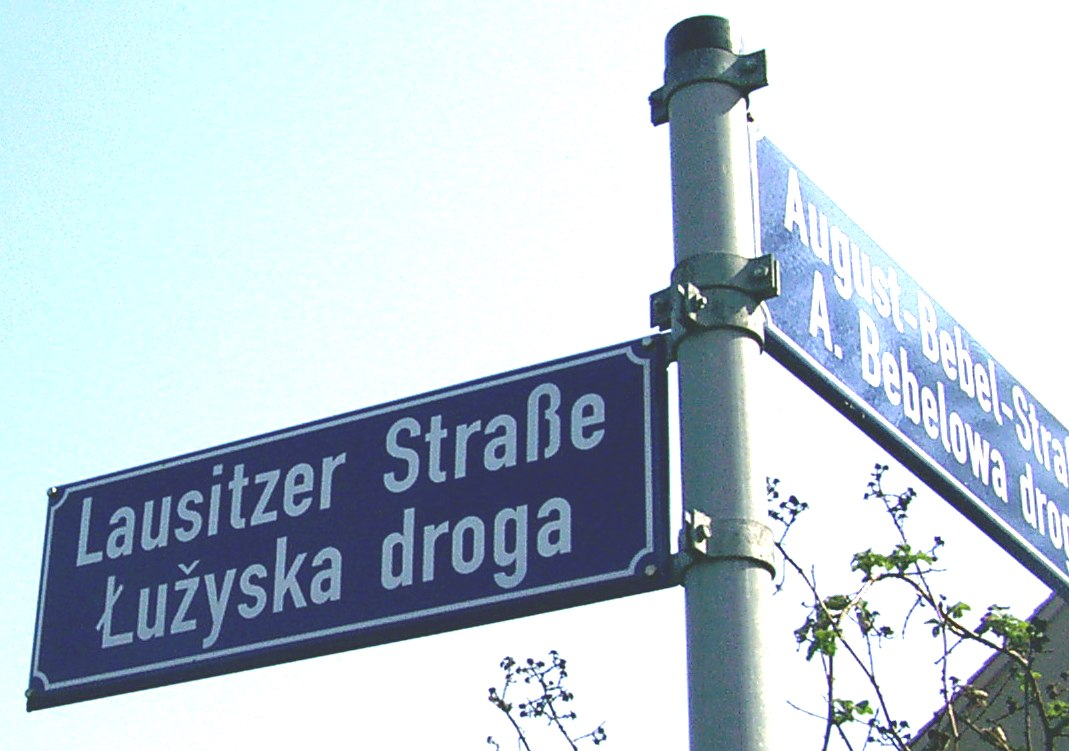
Letrero de calle en alemán y sorbio.

Una serie de topónimos en la Alemania Oriental son de origen eslavo y algunas ciudades muy conocidas en el sureste de Alemania tienen nombres derivados de los sorbios, lo que muestra el pasado sorbio de estos territorios (p.ej. Leipzig, Bautzen). Nombres de lugares en Lusacia con terminaciones en -au u -ow (-owe -ouwe) podrían ser asimismo de etimología sorbia (véase también Etimología de sitios alemanes). De hecho, la mayoría de la Alemania Oriental estuvo habitada alguna vez por los sorbios, quienes formaban la mayoría de la población allí en el pasado. Sin embargo, su número disminuyó con rapidez, en parte debido a la asimilación y a políticas de germanización, que culminaron con una campaña de genocidio durante la era nazi. Las pequeñas aldeas y pueblos de menos de 5.000 habitantes reflejan esta historia en toda la Alemania Oriental, pues muchos topónimos tienen raíces eslavas.

### Ejemplos
- Zerbst
- Zörbig
- Schrenz (cerca de Zörbig)

Numerosas ciudades en la Lusacia alemana tienen letreros con nombres en alemán y sorbio.

## Alianza Lusaciana (Lausitzer Allianz)
Un grupo de bajos sorbios refundó en marzo de 2005 en Cottbus (Chośebuz) el Partido Popular Vendo (sorb. Serbska Ludowa Strona, en alemán Wendische Volkspartei), según el ejemplo de la federación de la minoría danesa SSW en Schleswig-Holstein. Actualmente el partido recibe el nombre de Alianza Lusaciana (Lausitzer Allianz). Este partido defiende los intereses de la minoría. No obstante, la mayoría de la gente en la Domowina cree que es más prometedor tener un diálogo con todos los partidos.

### Medios de comunicación
- Serbske Nowiny SN en la Red
- Radio de alto sorbio en la MDR
- Televisión de alto sorbio en la MDR
- Radio baja sorbia en RBB Archivado el 9 de diciembre de 2004 en Wayback Machine.
- Televisión baja sorbia en RBB Archivado el 28 de octubre de 2004 en Wayback Machine.
- Una revista sorbia en línea: Runjewonline
- Un programa del canal alemán 3Sat sobre el futuro de los idiomas sorbios en Alemania

- Datos: Q146521
- Multimedia: Sorbs / Q146521